# ديفيد دبليو. بوتير
ديفيد دبليو. بوتير (بالإنجليزية: David W. Potter)‏ هو صحفي رياضي بريطاني، ولد في 29 أغسطس 1948 في فورفار ‏ في المملكة المتحدة.